# Stay (bài hát của The Kid Laroi và Justin Bieber)
"Stay" (viết hoa toàn bộ nếu theo cách điệu) là một bài hát của rapper kiêm ca sĩ người Úc Kid Laroi và ca sĩ người Canada Justin Bieber. Bài hát được phát hành thông qua Grade A Productions và hãng thu âm Columbia Records vào ngày 9 tháng 7 năm 2021,và là đĩa đơn chính của Laroi, F * ck Love 3: Over You . Laroi và Bieber đã viết bài hát với các nhà sản xuất âm nhạc Cashmere Cat, Charlie Puth, Omer Fedi và Blake Slatkin, cùng với các thành viên FnZ là Finatik, Zac, và Haan. Bài hát đánh dấu lần hợp tác thứ hai giữa hai nghệ sĩ, sau bài hát của Bieber, "Unstable", một ca khúc trong album thứ sáu của anh ấy, Justice.
"Stay" đạt vị trí số một trên Billboard Hot 100, trở thành bài hát đứng đầu trên bảng xếp hạng lần đầu tiên của Laroi và bài hát quán quân thứ tám của Bieber. Bài hát cũng đứng đầu bảng xếp hạng Billboard Global 200.Trên toàn thế giới, bài hát đạt vị trí số một tại 22 quốc gia khác, bao gồm Úc, Canada, Đức, Ấn Độ, Hà Lan, New Zealand, Na Uy, Hàn Quốc và Thụy Điển. Bài hát cũng đã lọt vào top 10 ở 18 quốc gia khác. Tại Lễ trao giải thưởng âm nhạc ARIA năm 2021, bài hát đã giành được Giải thưởng ARIA cho bản nhạc Pop xuất sắc nhất, và cả Laroi và Bieber đều giành được Giải thưởng ARIA cho Nghệ sĩ xuất sắc nhất.

## Bối cảnh
Ngày 20 tháng 9 năm 2020, Laroi đã chia sẻ một đoạn trích của bài hát, phát trực tiếp trên Instagram, sau đó chia sẻ một đoạn dài hơn với chất lượng tốt hơn vào ngày 29 tháng 10 năm 2020. Phần đóng góp của Bieber cho bài hát đã được chia sẻ vào ngày 31 tháng 5 năm 2021. Bài hát đã được tiết lộ toàn bộ trên Discord vào ngày 2 tháng 6 năm 2021.
"Stay" đánh dấu lần phát hành đĩa đơn chính đầu tiên của Laroi với tư cách là nghệ sĩ chính vào năm 2021 và đĩa đơn chính đầu tiên của Bieber với tư cách nghệ sĩ chính kể từ khi phát hành bài hát thứ hai, Freedom, được phát hành vào tháng 4 năm 2021. Vào ngày 3 tháng 6 năm 2021, Scooter Braun, người đã là quản lý của Bieber từ khi anh bắt đầu sự nghiệp, cũng trở thành quản lý của Laroi, cho đến khi Laroi rời đi và gia nhập Adam Leber tại Rebel Management vào ngày 27 tháng 9 năm 2021.
Laroi đã có bài hát trong khoảng một năm trước khi phát hành. Anh đã sáng tác bài hát trong khi đang trò chuyện với các nhà sản xuất Charlie Puth, Omer Fedi và Blake Slatkin tại nhà của Slatkin. Puth chơi giai điệu của bài hát trên bàn phím chỉ để cho vui, nhưng cuối cùng thì Laroi lại thích nó và muốn đưa nó vào phần mềm sản xuất Pro Tools để sử dụng nó để tạo ra một bài hát. Anh ấy cảm thấy rằng "đó có lẽ là cách tạo ra một bài hát hữu dụng nhất mà tôi từng làm - từ trước đến nay". Laroi nghĩ rằng Bieber "sẽ nghe thật hoàn hảo", vì vậy anh ấy sau đó đã đến phòng thu mà Bieber thu âm tại đó; họ đã thu âm xong bài hát, nhưng Bieber vẫn do dự về việc liệu giọng hát của mình có tốt hay không.

## Sáng tác và lời bài hát
"Stay" là một bài hát pop, synth-pop, pop rap, pop rock, new wave và pop punk có nhịp độ nhanh kết hợp phím piano, trống nặng và synth. Phần bàn phím được thực hiện trên bộ tổng hợp Roland Juno-60 thuộc sở hữu của nhà sản xuất Blake Slatkin, đóng vai trò là cột sống của bài hát và dùng làm giai điệu điệp khúc. Một số nhà phê bình đã tìm thấy điểm tương đồng giữa nó và bài hát trong album phòng thu thứ sáu của Bieber, Justice (2021). Justin Curto từ Vulture đã so sánh âm thanh của bài hát với đĩa đơn Justice "Hold On" và các bài hát trong album "Die for You" và "Somebody".

Lời bài hát "đau lòng" cho "Stay" thực thi hành vi của Laroi khi anh dựng lên một câu chuyện về một mối quan hệ rắc rối mà anh là người có lỗi. Trong đoạn điệp khúc, anh ấy hát về những lời hứa đã thất bại của mình trước khi cầu xin người bạn đời ở lại với anh ấy:
Hứa hẹn đủ điều rồi mà anh chẳng thể nào giữ được lời hứa với em

Hứa rằng anh sẽ khác mà, dù anh chẳng thể nào làm được đâu. 
Lời bài hát của Bieber cũng lặp lại những cảm xúc tương tự khi anh ấy thắt lại lời bài hát về việc không thể sống thiếu người thân yêu của mình: 
Khi xa em, anh rất nhớ em

Em là lý do anh tin vào tình yêu.
Bài hát đạt đến cao trào khi giọng ca của Laroi và Bieber kết hợp với nhau trong đoạn điệp khúc cuối cùng.

## Phát hành và quảng bá
Vào ngày 16 tháng 6 năm 2021, Laroi và Bieber có ý định làm một sự hợp tác khác. Trước khi phát hành, cả hai nghệ sĩ đều trêu chọc bài hát nhiều lần trên các tài khoản mạng xã hội của họ bằng cách đăng các đoạn trích và chọc phá lời bài hát. Trước đó, Laroi cũng đã nói trên mạng xã hội rằng Ron Perry, ông chủ hãng thu âm Columbia sẽ không phát hành bài hát, sau đó Laroi đã yêu cầu người hâm mộ của anh ấy spam liên tục tên Ron Perry trên Instagram, điều này hy vọng Ron sẽ thay đổi quyết định phát hành bài hát. Laroi đã đăng một bức ảnh của anh ấy tại một trận đấu bóng rổ trên Instagram vào ngày 27 tháng 6 năm 2021, cầm một mảnh giấy viết tên bài hát và ngày phát hành đáng nghi vấn khi đó, mà ca sĩ kiêm nhạc sĩ người Mỹ Charlie Puth, người là một trong những nhà sản xuất của bài hát khi biết chuyện đã trêu chọc sự tham gia của anh ấy vào bài hát bằng cách bình luận "Yessssssssss". Ba ngày sau, Laroi chia sẻ một liên kết tiết lộ poster bài hát, sẽ được đăng vào ngày hôm sau.

## Đánh giá chuyên môn
Viết cho The New York Times, Jon Caramanica nhận thấy "Stay" là bài hát "hiệu quả trong cuộc đua", coi đây là sự kết hợp hiệu quả hơn giữa Laroi và Bieber so với lần hợp tác trước đó của họ về "Unstable" từ album phòng thu thứ sáu của Bieber, Justice . Jordan Rose của Complex tin rằng ca khúc có Laroi và Bieber "nghiêng về thế mạnh của họ". Alex Zidel từ HotNewHipHop cảm thấy rằng bài hát "có sức lan tỏa mạnh mẽ như những gì họ mong đợi" và cho rằng nó là "một sản phẩm nhạc pop đặc biệt cho mùa hè". Jason Lipshutz của Billboard cho rằng bài hát "nghe có vẻ như sẽ đẩy Laroi lên một tầm cao mới" của dàn sao. Carolyn Droke, nhà văn đóng góp cho Uproxx đã tuyên bố rằng sự kết hợp của "ca khúc nổi bật" và "một điệp khúc hưng phấn và một nhịp lái xe" sẽ khiến nó trở thành "bài hát tiếp theo của mùa hè". Robert Rowat của CBC Music khen ngợi sự hợp tác của Laroi và Bieber là "một trong những điều bất ngờ hay nhất của năm" và nói rằng bài hát "tận dụng kỹ năng giả giọng của cả hai ca sĩ". Chris DeVille từ Stereogum đã mô tả bài hát là "hấp dẫn một cách điên cuồng" và cho rằng nó mang lại cảm giác âm nhạc giống như Laroi "bùng nổ thành một biên giới mới của thành công". Justin Curto từ Vulture gọi ca khúc này là "một bản nhạc pop năng lượng cao, tràn đầy năng lượng". Tuy nhiên, sau đó ông đã chỉ trích bài hát là "một tác phẩm vô danh nhất của Laroi" và kết luận rằng "nó có thể dễ dàng trở thành một bản hit của Weeknd hoặc Post Malone ".

## Trên bảng xếp hạng
"Stay" ở vị trí số một trên Bảng xếp hạng đĩa đơn ARIA trong tuần vào ngày 19 tháng 7 năm 2021. Nó trở thành đĩa đơn quán quân thứ hai của Laroi tại Úc sau "Without You" (đứng đầu bảng xếp hạng trong một tuần vào tháng 5 và đứng thứ năm nếu là của Bieber với tư cách là nghệ sĩ chính). Nó đã giữ vững vị trí của mình trong 14 tuần liên tiếp, trở thành đĩa đơn quán quân dài nhất năm 2021. Vào tháng 1 năm 2022, bài hát trở lại vị trí số một và ở đó trong ba tuần tiếp theo. 17 tuần trị vì trên hạng quán quân của bài hát đã khiến bài hát trở thành ca khúc thứ hai trị vì hạng đầu lâu nhất trên Bảng xếp hạng đơn ARIA nói chung.
Tại New Zealand, "Stay" đứng đầu Bảng xếp hạng đĩa đơn New Zealand, giữ vị trí quán quân đối với Laroi và thứ 11 của Bieber. Bài hát đã giành vị trí quán quân nhiều tuần hơn bất kỳ bài hát nào khác của một ca sĩ người Úc, bài hát duy trì được vị trí đó trong 11 tuần liên tiếp.
Tại Vương quốc Anh, "Stay" đứng ở vị trí thứ năm trên Bảng xếp hạng đĩa đơn của Vương quốc Anh vào ngày 16 tháng 7 năm 2021, trở thành bản hit thứ hai của Laroi ở Anh và thứ 27 của Bieber. Bài hát tăng ba bậc lên vị trí thứ hai một tuần sau đó, sau "Bad Habits" của Ed Sheeran trong tuần thứ tư. Bài hát đứng ở vị trí thứ hai trong sáu tuần và trở thành bài hát có bảng xếp hạng cao nhất của Laroi ở Anh cùng với "Without You".
Ở Ireland, "Stay" đứng ở vị trí thứ ba trên Bảng xếp hạng đĩa đơn Ireland với tư cách là bài hát có thứ hạng cao nhất trong tuần.Bài hát đã tăng một bậc trong tuần, sau đó lên vị trí cao nhất - ở vị trí thứ hai sau "Bad Habits" trong tám tuần, trở thành bài hát được xếp hạng cao nhất của Laroi ở Ireland.
Tại Hoa Kỳ, "Stay" ở vị trí thứ ba trên Billboard Hot 100. Laroi đã giành được vị trí thứ ba trong top 10 trên Billboard Hot 100, vượt qua vị trí thứ tám của album "Without You" cùng với Miley Cyrus. Ngoài việc Bieber có được bản hit thứ 24 trong top 10 trên bảng xếp hạng, anh ấy còn trở thành nghệ sĩ trẻ nhất có 100 bài hát xuất hiện trên Billboard Hot 100 khi mới 27 tuổi. Vào ngày 14 tháng 8 năm 2021, bài hát đã đứng đầu bảng xếp hạng Billboard Hot 100, trở thành bản hit quán quân đầu tiên của Laroi và thứ tám của Bieber trên bảng xếp hạng. Nó giữ vị trí số một trong bốn tuần liên tiếp, vượt qua "Sorry" để trở thành bài hát trị vì lâu nhất của Bieber. Bài hát cũng trở thành quán quân đầu tiên của Laroi trên bảng xếp hạng Pop Airplay (bài hát đã trải qua 13 tuần ở vị trí số 1, bài hát trị bì hạng một lâu thứ hai ở vị trí số 1 trong lịch sử bảng xếp hạng, sau "The Sign" của Ace of Base ), trong khi Bieber xếp hạng cùng với Bruno Mars để giành vị trí số một trên bảng xếp hạng giữa các nam ca sĩ solo với 9 người. Vào ngày 25 tháng 9 năm 2021, bài hát trở lại vị trí số một trên Billboard Hot 100 trong tuần thứ năm khi đứng đầu bảng xếp hạng Radio Songs cho lần đầu tiên. Bài hát đã trải qua bảy tuần trị ì không liên tiếp ở vị trí số một trên Hot 100. Bài hát cũng đứng ở vị trí thứ hai trong mười một tuần không liên tiếp, đánh bại " Exhale (Shoop Shoop) " của Whitney Houston và " Good 4 U " của Olivia Rodrigo trong nhiều tuần. Bài vẫn nằm trong top 5 trong 26 tuần không liên tiếp, vượt qua "Despacito" là bản hit lâu nhất trong top 5 của Bieber. Trên Rolling Stone Top 100, bài hát đã mang về cho Laroi vị trí quán quân đầu tiên với 30,8 triệu lượt phát trực tiếp vào tuần khai mạc. Bài hát đã trải qua bảy tuần liên tiếp ở vị trí số một trên bảng xếp hạng, trở thành bài hát thứ ba làm được điều này sau " The Box " của Roddy Ricch và "Good 4 U" của Rodrigo. Bài hát được Variety đặt tên là "Bài hát của mùa hè năm 2021" dựa trên báo cáo dự án bài hát từ Alpha Data, nơi kiếm được 1,5 triệu đơn vị. Tính đến ngày 28 tháng 10 năm 2021, bài hát đã tích lũy được 1,1 tỷ lượt khán giả phát sóng và 537,6 triệu lượt phát trực tuyến tại Hoa Kỳ và đã bán được 177.200 lượt tải xuống.
"Stay" cũng đứng đầu bảng xếp hạng ở Áo,ở cả hai khu vực của Bỉ (Flanders và Wallonia),Canada (quê hương của Bieber), Cộng hòa Séc, Đan Mạch, Phần Lan, Đức, Iceland, Ấn Độ,  Israel,  Malaysia,  Hà Lan,  Na Uy,  Singapore,  Slovakia, Hàn Quốc,  và Thụy Điển,  và lọt vào top 10 ở Pháp, Ý, Nhật Bản, Bồ Đào Nha, Việt Nam và Thụy Sĩ.  Trên toàn thế giới, bài hát  ở vị trí thứ hai trên Billboard Global 200 sau " Permission to Dance " của BTS ,với 76,3 triệu lượt phát trực tiếp và 18.600 lượt đã bán. Bài hát lên vị trí số một vào tuần thứ ba với 75,1 triệu lượt phát trực tuyến và doanh thu 13,900 lượt tải xuống. Sau đó bài hát đã đứng đầu trên bảng xếp hạng Billboard Global Excl vào ngày 21 tháng 8 năm 2021, truất ngôi "Bad Habits". Bài hát hiện là bài hát giữ vị trí số một lâu nhất trên Global 200, trải qua tổng cộng 11 tuần ở vị trí đầu của bảng xếp hạng. Vào ngày 4 tháng 11 năm 2021, bài hát được cho là đã đạt một tỷ lượt phát trực tiếp trên Spotify, trở thành bài hát có thời gian phát trực tiếp nhanh nhất trong 118 ngày và vượt qua kỷ lục trước đó do Sheeran nắm giữ với "Shape of You" trong 153 ngày.

## Video âm nhạc
Video âm nhạc chính thức của "Stay", do Colin Tilley đạo diễn, được công chiếu cùng với bản phát hành của bài hát vào nửa đêm ngày 9 tháng 7 năm 2021. Bài hát cho thấy Laroi và Bieber đang cùng nhau nhảy trong một thành phố - nơi thời gian ngừng trôi và tất cả những người khác đều bị đóng băng. Elisa Talbot là người quay phim của video trong khi Jack Winter sản xuất nó, với Jamee Ranta và Tilley là nhà sản xuất điều hành.

## Giải thưởng
| Năm  | Tổ chức                | Giải thưởng      | Kết quả   | Nguồn  |
| ---- | ---------------------- | ---------------- | --------- | ------ |
| 2021 | MTV Video Music Awards | Song of Summer   | Đề cử     | [ 60 ] |
| 2021 | ARIA Music Awards      | Best Artist      | Đoạt giải | [ 61 ] |
| 2021 | ARIA Music Awards      | Best Pop Release | Đoạt giải | [ 61 ] |

## Xếp hạng
| Bảng xếp hạng (2021–2022)                 | Hạng cao nhất |
| ----------------------------------------- | ------------- |
| Argentina (Argentina Hot 100)             | 35            |
| Úc (ARIA)                                 | 1             |
| Áo (Ö3 Austria Top 40)                    | 1             |
| Bỉ (Ultratop 50 Flanders)                 | 1             |
| Bỉ (Ultratop 50 Wallonia)                 | 1             |
| Bolivia (Monitor Latino)                  | 7             |
| Canada (Canadian Hot 100)                 | 1             |
| Canada AC (Billboard)                     | 9             |
| Canada CHR/Top 40 (Billboard)             | 1             |
| Canada Hot AC (Billboard)                 | 2             |
| CIS (Tophit)                              | 2             |
| Croatia (HRT)                             | 6             |
| Cộng hòa Séc (Rádio Top 100)              | 3             |
| Cộng hòa Séc (Singles Digitál Top 100)    | 1             |
| Đan Mạch (Tracklisten)                    | 1             |
| Ecuador (Monitor Latino)                  | 18            |
| El Salvador (Monitor Latino)              | 1             |
| Phần Lan (Suomen virallinen lista)        | 1             |
| Pháp (SNEP)                               | 3             |
| Đức (GfK)                                 | 1             |
| Hi Lạp (IFPI)                             | 2             |
| Honduras (Monitor Latino)                 | 7             |
| Hungary (Rádiós Top 40)                   | 1             |
| Hungary (Single Top 40)                   | 3             |
| Hungary (Stream Top 40)                   | 1             |
| Iceland (Plötutíðindi)                    | 1             |
| Ấn Độ (IMI)                               | 1             |
| Indonesia (Billboard)                     | 21            |
| Ireland (IRMA)                            | 2             |
| Israel (Media Forest)                     | 1             |
| Ý (FIMI)                                  | 3             |
| Nhật Bản (Japan Hot 100)                  | 10            |
| Japan (Oricon Combined Singles)           | 11            |
| Latvia (Latvijas Top 40)                  | 1             |
| Lebanon (OLT20)                           | 2             |
| Lithuania (AGATA)                         | 2             |
| Malaysia (RIM)                            | 1             |
| Mexico Airplay (Billboard)                | 3             |
| Hà Lan (Dutch Top 40)                     | 1             |
| Hà Lan (Single Top 100)                   | 1             |
| New Zealand (Recorded Music NZ)           | 1             |
| Na Uy (VG-lista)                          | 1             |
| Panama (Monitor Latino)                   | 6             |
| Peru (Monitor Latino)                     | 5             |
| Ba Lan (Polish Airplay Top 100)           | 1             |
| Bồ Đào Nha (AFP)                          | 3             |
| Puerto Rico (Monitor Latino)              | 15            |
| Romania (Airplay 100)                     | 3             |
| Nga Airplay (Tophit)                      | 2             |
| Singapore (RIAS)                          | 1             |
| Slovakia (Rádio Top 100)                  | 1             |
| Slovakia (Singles Digitál Top 100)        | 1             |
| Cộng hòa Nam Phi (RISA)                   | 2             |
| Hàn Quốc (Gaon)                           | 1             |
| Tây Ban Nha (PROMUSICAE)                  | 11            |
| Thụy Điển (Sverigetopplistan)             | 1             |
| Thụy Sĩ (Schweizer Hitparade)             | 2             |
| Anh Quốc (OCC)                            | 2             |
| Ukraina Airplay (Tophit)                  | 44            |
| Hoa Kỳ Billboard Hot 100                  | 1             |
| Hoa Kỳ Adult Contemporary (Billboard)     | 7             |
| Hoa Kỳ Adult Pop Airplay (Billboard)      | 1             |
| Hoa Kỳ Dance/Mix Show Airplay (Billboard) | 2             |
| Hoa Kỳ Pop Airplay (Billboard)            | 1             |
| Hoa Kỳ Rhythmic (Billboard)               | 3             |
| Hoa Kỳ Rolling Stone Top 100              | 1             |
| Uruguay (Monitor Latino)                  | 14            |
| Venezuela Airplay (Monitor Latino)        | 14            |
| Việt Nam (Billboard Vietnam Hot 100)      | 9             |

| Bảng xếp hạng (2021)                  | Thứ hạng |
| ------------------------------------- | -------- |
| Australia (ARIA)                      | 2        |
| Austria (Ö3 Austria Top 40)           | 3        |
| Belgium (Ultratop Flanders)           | 7        |
| Belgium (Ultratop Wallonia)           | 6        |
| Canada (Canadian Hot 100)             | 10       |
| CIS (Tophit)                          | 17       |
| Croatia (HRT)                         | 58       |
| Denmark (Tracklisten)                 | 5        |
| Germany (Official German Charts)      | 6        |
| Global 200 (Billboard)                | 8        |
| Hungary (Rádiós Top 40)               | 60       |
| Hungary (Single Top 40)               | 31       |
| Hungary (Stream Top 40)               | 8        |
| India (IMI)                           | 2        |
| Ireland (IRMA)                        | 7        |
| Italy (FIMI)                          | 24       |
| Japan (Japan Hot 100)                 | 76       |
| Netherlands (Dutch Top 40)            | 2        |
| Netherlands (Single Top 100)          | 2        |
| New Zealand (Recorded Music NZ)       | 8        |
| Norway (VG-lista)                     | 3        |
| Poland (Polish Airplay Top 100)       | 26       |
| Portugal (AFP)                        | 14       |
| Russia Airplay (Tophit)               | 34       |
| South Korea (Gaon)                    | 21       |
| Spain (PROMUSICAE)                    | 61       |
| Sweden (Sverigetopplistan)            | 7        |
| Switzerland (Schweizer Hitparade)     | 12       |
| UK Singles (OCC)                      | 7        |
| US Billboard Hot 100                  | 12       |
| US Adult Contemporary (Billboard)     | 36       |
| US Adult Top 40 (Billboard)           | 20       |
| US Dance/Mix Show Airplay (Billboard) | 23       |
| US Mainstream Top 40 (Billboard)      | 12       |
| US Rhythmic (Billboard)               | 42       |

## Chứng nhận
| Quốc gia | Chứng nhận    | Số đơn vị/doanh số chứng nhận |
| --- | ------------- | ----------------------------- |
| Úc (ARIA)                                                                                                   | 6× Platinum   | 420.000‡                      |
| Áo (IFPI Áo)                                                                                                | 2× Platinum   | 60.000‡                       |
| Đan Mạch (IFPI Đan Mạch)                                                                                    | 2× Platinum   | 180.000‡                      |
| Pháp (SNEP)                                                                                                 | Diamond       | 333.333‡                      |
| Đức (BVMI)                                                                                                  | Gold          | 150.000‡                      |
| Ý (FIMI) | 3× Platinum   | 210.000‡                      |
| México (AMPROFON)                                                                                           | Bạch kim+Vàng | 210.000‡                      |
| New Zealand (RMNZ)                                                                                          | 2× Platinum   | 60.000‡                       |
| Na Uy (IFPI)                                                                                                | 2× Platinum   | 120.000‡                      |
| Ba Lan (ZPAV)                                                                                               | Gold          | 25.000‡                       |
| Bồ Đào Nha (AFP)                                                                                            | 2× Platinum   | 20.000‡                       |
| Tây Ban Nha (PROMUSICAE)                                                                                    | 2× Platinum   | 80.000‡                       |
| Thụy Sĩ (IFPI)                                                                                              | 2× Platinum   | 40.000‡                       |
| Anh Quốc (BPI)                                                                                              | Platinum      | 600.000‡                      |
| Hoa Kỳ (RIAA)                                                                                               | 4× Platinum   | 4.000.000‡                    |
| Hy Lạp (IFPI Hy Lạp)                                                                                        | Platinum      | 2.000.000                     |
| Nhật Bản (RIAJ)                                                                                             | Gold          | 50.000.000                    |
| Thụy Điển (GLF)                                                                                             | 3× Platinum   | 24.000.000                    |
| ‡ Chứng nhận dựa theo doanh số tiêu thụ và phát trực tuyến. · Chứng nhận dựa theo doanh số phát trực tuyến. |               |                               |